# Faculdade de Medicina da Bahia da Universidade Federal da Bahia
A Faculdade de Medicina da Bahia da Universidade Federal da Bahia (FMB-UFBA) é uma unidade acadêmica  de ensino, pesquisa e extensão universitária da Universidade Federal da Bahia (UFBA) no campo da Medicina. Trata-se de uma das instituições de ensino superior mais antigas da história do Brasil, instituída em 18 de fevereiro de 1808 por influência do médico pernambucano Correia Picanço, nove meses antes da fundação da Faculdade de Medicina do Rio de Janeiro. Sua criação deu-se logo após a chegada de Dom João VI ao país (quando da transferência da corte portuguesa), sob o nome de Escola de Cirurgia da Bahia, no lugar do antigo Colégio dos Jesuítas, no Terreiro de Jesus.
O museu da Faculdade, no Terreiro de Jesus, possuía as cabeças do cangaceiro Lampião e sua esposa Maria Bonita, trazidas para pesquisas, após suas mortes em campanhas da policia, no sertão.
Por essa faculdade passaram diversos nomes da ciência brasileira (como Nina Rodrigues, Juliano Moreira, Pirajá da Silva, João Targino) e foi de suma importância em diversos momentos históricos do Brasil, possuindo, até hoje, destaque no cenário científico e cultural baiano e brasileiro. Toda a história do curso está catalogada no acervo do Memorial da Medicina Brasileira, o mais importante documentário do ensino médico do Brasil.
Anteriormente ao contrato da UFBA com a Empresa Brasileira de Serviços Hospitalares (EBSERH), administrou sob sua responsabilidade o Hospital Universitário Professor Edgard Santos (HUPES), que incluiu o Centro Pediátrico Professor Hosannah de Oliveira (CPPHO) desde 1980 e o Ambulatório Magalhães Neto (AMN), inaugurado em 1996, e também com a Maternidade Climério de Oliveira.

## História

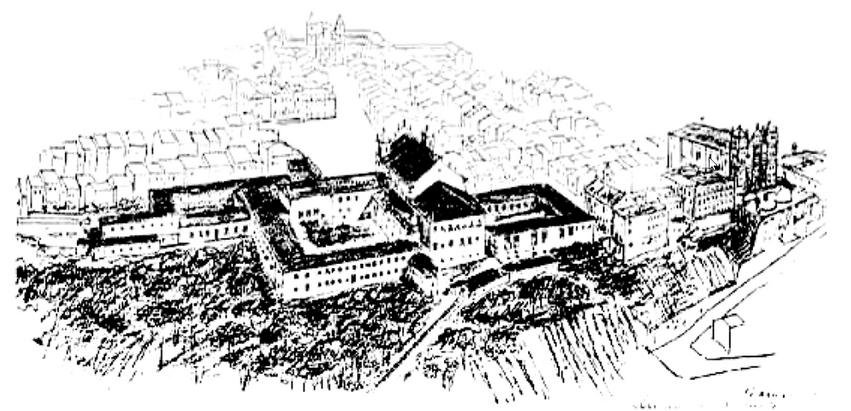
Reconstrução do antigo colégio de jesuítas no século XVII

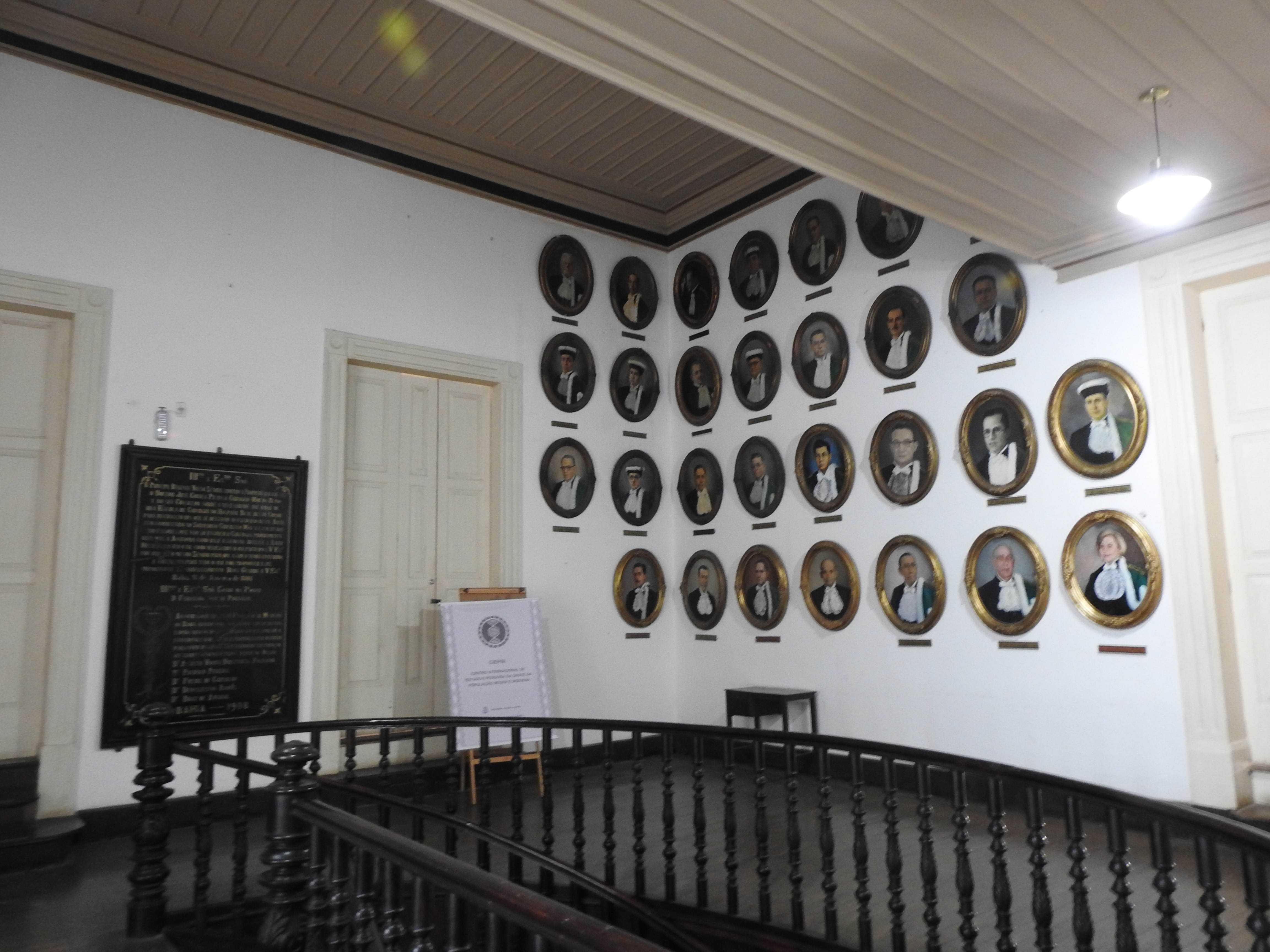
Galeria de retratos no interior do edifício no Largo do Terreiro de Jesus

A Faculdade de Medicina da Bahia é uma das mais tradicionais instituições de ensino superior do Brasil, fundada por decreto real de Dom João VI, na ocasião de sua visita à Bahia em 22 de janeiro de 1808 durante a transferência da coroa real ao Brasil. Nesse importante ínterim de sua presença em Salvador, o  Cirurgião da Real Câmara, Dr. José Correia Picanço, natural de Pernambuco, articulou-se com o rei e seus ministros para instigar a fundação da primeira faculdade de medicina em terras brasileiras.
Em 18 de fevereiro de 1808, o Príncipe Regente assinou a carta régia que em decisão N.2 autorizou a fundação da “Escola de Cirurgia da Bahia” Nota-se que apesar dos traços genealógicos que ligam a atual FMB à Escola de Cirurgia da Bahia, a função desta última instituição é diferente do que se comumente associa a uma faculdade de medicina.
A ’Escola de Cirurgia’ foi instituída para formar “cirurgiões”, mas não formaria “médicos”. Somente estudando em Portugal, e outras faculdadesde medicina da Europa, poder-se-ia formar em ‘médicos’. O curso era ministrado há quatro anos. 
Seria apenas em 1832 que a Escola de Cirurgia — desde 1815 “Colégio médico-cirúrgico” — tornou-se a “Faculdade de Medicina da Bahia”, com ampliação do curso de 4 para os costumários 6 anos e reforma do plano de ensino, que passaria de 5 matérias para 14. Até mesmo em 1832 a admissão à faculdade já era condicionada a uma espécie de vestibular que, na época, compreendia aritimética e geometria, inglês ou francês, filosofia e latim. Para pleitear entrada na instituição, os candidatos precisavam ter ao menos 16 anos, comprovar a posse familiar de terras e pagar uma quantia ordinária de 20$000Rs.
O período que compreende a segunda metade do século XIX ao final da segunda guerra é marcado por um crescente protagonismo da Faculdade de Medicina da Bahia na construção da ciência nacional ancorada nas vertentes brasileiras do higienismo, da medicina tropical e da antropologia criminal, juntamente à Faculdade Nacional de Medicina (atual UFRJ) e o incipiente instituto de manguinhos (atual FIOCRUZ), no Rio e Janeiro. Já em 1859, institui-se o “Instituto Vacínico na Bahia”, primeiro de seu tipo no Brasil. Nesse contexto também emerge, em 1866, uma associação “para ‘praticar assuntos científicos’ [da qual] nasceu o ‘pensamento progressista’ de criar-se na Bahia um periódico médico”
Em 10 de julho do mesmo ano, a associação publicaria seu primeiro periódico, que viria a tornar-se a  “Gazeta Medica da Bahia”, primeira revista científica de medicina do estado.
[objetiva-se] Concentrar, quando for possível, os elementos activos da classe medica, a fim de que, mais unidos e fortificando-se mutuamente, concorram para augmentar-lhe os créditos, e a consideração publica; diffundir todos os conhecimentos que a observação própria ou alheia nos possa revelar 
A Gazeta toma a partir de então um papel central na promoção da ciência no Brasil, uma plataforma em que as descobertas histórias acerca da ancilostomíase e filariose por Wücher, do Bériberi por Silva Lima e da sífilis e leishmaniose por Juliano Moreira seriam publicadas. Esse intervalo, de suacriação em 1866 ao começo do século XX, é coroado, pelo Professor Ronaldo Jacobina, como a época de ouro da Revista, tempo de grande inovação e forte influência da Escola tropicalista Baiana
Da gazeta emergem duas importantes figuras na história da FMB, Raymundo Nina Rodrigues — cátedra de medicina legal e redator chefe do periódico em 1891 — e Juliano Moreira — pioneiro da psiquiatria e dermatologia no Brasil e redator chefe em 1901. Neste mesmo período, Maria Odília Teixeira, a primeira médica mulher negra se formou em medicina pela FMB em 1909.
Até 1946, a Faculdade de Medicina da Bahia, assim como a Faculdade de Direito da Bahia, a Escola Politécnica da Bahia e outras tradicionais instituições de ensino eram completamente independentes e, em sua maioria, privadas. Seria apenas a partir do governode Eurico Gaspar Dutra que, por intermédio do decreto-lei 4 de abril de 1946, oficializar-se-ia uma nova entidade federal que, pela primeira vez, centralizava as escolas superiores da Bahia.
A nova “Universidade da Bahia” (UBa, atual UFBA) herdaria a estrutura física e administrativa da Faculdade de Medicina da Bahia e o então diretor da FMB desde 1936, Edgard do Rêgo Santos, tornou-se o primeiro reitor da instituição até 1962. Uma das decisões mais importantes de sua decisão foi a aquisição de uma vasta quantia de terras pertencentes à família Costa Pinto, que viriam a formar o atual campus canela da UFBA. Com a  subsequente demolição do Solar Bom gosto, palacete construído pelo comerciante Pedro Barbosa de Madureira, cujos azulejos, datados à 1830, ainda podem ser apreciados na reitoria da UFBA, abriu-se espaço para a construção de um novo complexo hospitalar de ensino. Até então, a Faculdade de Medicina utilizava a estrutura dos hospitais da santa casa da misericórdia em Salvador, em especial o Hospital Santa Isabel, como ambientes de prática para a graduação. No entanto, em 1933 já se evidenciava a necessidade de se construir uma nova área prática que atendesse às necessidades de uma medicina que se modernizava vertiginosamente, algo que o Santa Isabel, já centenário na época, não era capaz de prover.

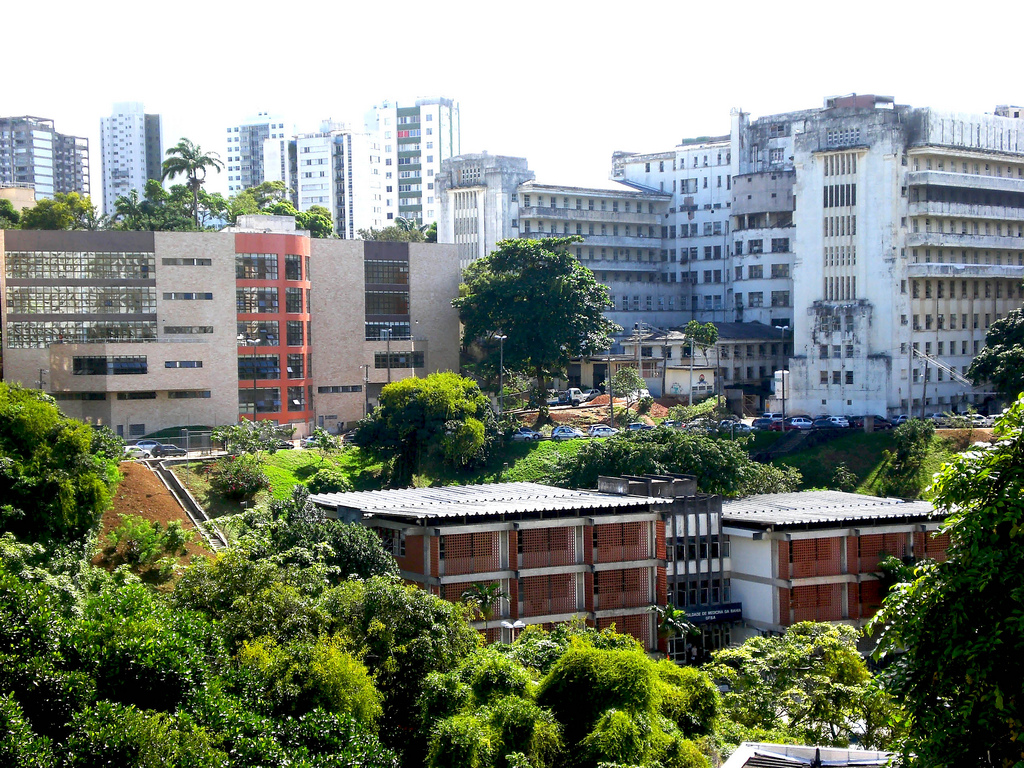
Vista posterior do HUPES. À esquerda está a Biblioteca de Saúde da UFBA e, abaixo, o Anexo Dra. Rita Lobato Velho Lopes da Faculdade de Medicina da Bahia, onde ocorrem aulas

Assim deu-se a construção do Hospital das Clínicas, atual Hospital Professor Edgard Santos (HUPES) como o maior e mais avançado hospital não só na Bahia como em todo o Nordeste quando foi inaugurado, em 1948. O projeto de hospital “em H” com estilo art-déco foi fortemente influenciado pelo Hospital das Clínicas em São Paulo (atual FMUSP), que fora concluído em 1943.
A construção do novo ambiente de práticas representou um passo importante para a transição geográfica da Faculdade de Medicina. Em 1952 a reitoria da Universidade da Bahia sai do Terreiro de Jesus para seu atual local, ao lado do Hospital das Clínicas, no canela. A progressiva concentração de atividades da Universidade no campus canela, que inclui a construção da Faculdade de Direito, a Escola de Música e a Faculdade de Odontologia no local, possibilitou que em cerca de 1968 o colegiado de medicina da FMB fosse realocado ao bairro, facilitado pela reforma federal do curso de medicina no mesmo ano. Não muito depois, o Instituto de Ciências da Saúde (ICS) e o novo edifício da Faculdade de Medicina foram construídos no campus em 1976 e 1977 respectivamente.
A relocação do colegiado de medicina levou à negligência e abandono da sede-máter, casa da instituição desde sua fundação, que, então, entrou em severa vulnerabilidade estrutural. Apenas a partir da década de 1990 tornou-se a reformar e requalificar a estrutura e, em 2008, o colegiado de medicina retornou à unidade, que hoje é referida como "sede-máter".

## Sede-máter

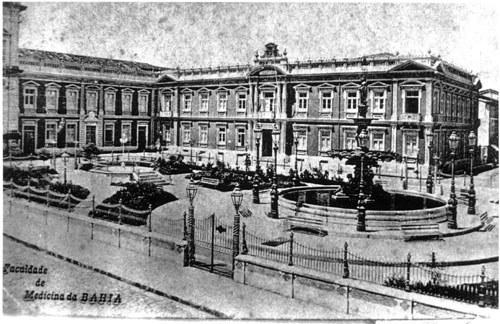
O segundo edifício da Faculdade de Medicina da UFBA, construído entre 1905 e 1908 por Teodoro Sampaio segundo projeto de Victor Dubugras.

A sede-máter da Faculdade de Medicina da Bahia é sítio histórico de sua fundação e operação de 1808 a 1976 e atualmente abriga o colegiado de medicina da Universidade Federal da Bahia (UFBA). Situada no largo do terreiro de jesus, configura o local de uma das primeiras construções coloniais na história do Brasil.
O local teve sua primeira ocupação como o "Colégio de Jesuítas". Uma das construções mais antigas do Brasil, osprimeiros indícios do colégio, simples quartos de taipa e palha, nos levam a 1549, tecendo-se íntimamente à fundação da própria cidade de Salvador. As primeiras edificações permantentes, de pedra e cal, poderiam ser encontradas, ao mínimo, em 1561. Já em 1550 e 1551, em cartas ao rei, o padre Manoel da Nóbrega dos Jesuítas relata construção do colégio:
Fizemos construir em logar mais conveniente uma egreja onde os Christãos ouvem missa.[…] Se El-Rei favorecer e se fizer egreja e casas e mandar escravos que digo, será a melhor coisa do Brasil. temos necessidade de um collegio nesta Bahia para ensinar os filhos dos índios. O collegio da Bahia seja de Vossa Alteza para o favorecer porque está já bem principiado e haverá nelle vinte meninos. 

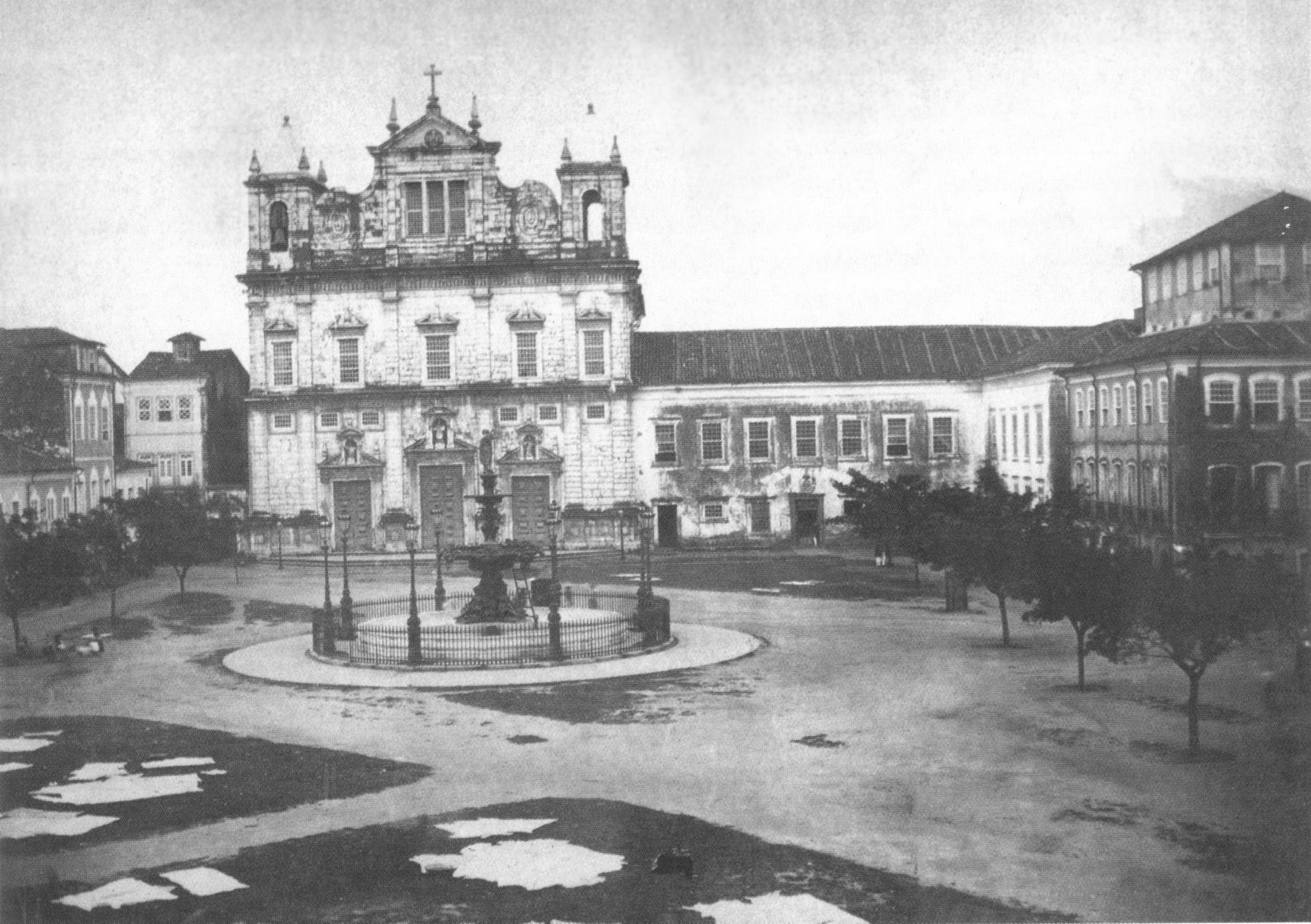
Vista do Terreiro de Jesus em 1862, com a antiga Igreja do Colégio dos Jesuítas (direita) — atual Catedral Basílica — ao fundo, onde a Faculdade funcionou por anos

A expulsão dos jesuítas em 1759 por decreto do Marquês de Pombal levou à tomada do colégio pelo exército colonial português, que o transformou em um hospital militar, até seu abandono em 1780. Seria então apenas em outubro de 1799, por decreto do governador da capitania da Bahia, que o “Hospital Real Militar e Ultramar” ocuparia o local novamente. A partir de 1808, o Hospital passou a dividir salas com a faculdade para ensino teórico da medicina, até que em 1832 todo o prédio foi dado à Escola de Medicina e o Hospital Militar foi transferido para o Quartel da Palma, próximo ao campo grande.
Note que o antigo colégio dos jesuítas, que abrigou a Faculdade de medicina após 1808, difere estruturalmente da atual sede-máter, situada no mesmo local. Na época, a fachada do colégio era dividida em dois prédios com dois grandes claustros ligados à basílica.
A atual estrutura do terreiro de jesus deu-se por intermédio de uma tragédia.
Na noite do dia 2 de março de 1905,
por volta das 20 horas e 30 minutos,um popular, José Ignacio da Silva Amorim, que se achava assentado ao ladodo portão de ferro, em frente ao pavilhão da biblioteca da Faculdade de Medicina da Bahia, notou o escapamento de fumaça através de uma janela do dito cômodo, sucesso que o fez correr e espalhar a notícia do início de incêndio na Faculdade de Medicina, […] que se alastrou célere, com a fúriadas grandes catástrofes, as chamas estorcendo-se com estalidos e asfaúlhas turbilhoando, dantescas, devorando, lá para os fundos, pavilhões do majestoso palacete da Faculdade de Medicina e Farmácia da Bahia. 
O incêndio de 1905 começou no almoxarifado e consumiu por completo aestrutura construída para o antigo colégio de jesuítas, não resguardando nem mesmo a biblioteca, cujo acervo foi totalmente perdido nas chamas,incluindo a tese inaugural da faculdade, “Asfixia por submersão no afogamento”. Até hoje não se precisou a natureza do incêndio, se acidental ou criminal. Não tardou para que fosse decidido reabilitar o terreno, no entanto, sob o qual só restaram as fundações do antigo colégio, únicos vestígios ainda visíveis atualmente. O projeto da construção de uma nova sede para a faculdade de medicina ficou a encargo do arquiteto Victor Dubugras, francês radicado em São Paulo.
Novo edifício da Faculdade de Medicina da Bahia, reinaugurado em 31 dejaneiro de 1909, foi construído no estilo de “terceiro império”, escola arquitetônica de tradição parisiana de grande sucesso na época. Diferentemente de hoje, a fachada era pintada completamente em branco. O atual complexo é também maior, compreendendo novas alas, um novo anfiteatro, nova biblioteca (atual Bibliotheca Gonçalo Moniz) e dois novos laboratórios de anatomia e química.
A partir da década de 1990, a estrutura da sede-máter foi renovada e desde 2008 abriga o colegiado de medicina da UFBA.

## Diretores
Nos anos iniciais da instituição da Faculdade de Medicina da Bahia, não havia um único diretor nomeado pelo governo oficial, de modo que as funções burocráticas e administrativas eram desempenhadas pelo Colégio Médico-Cirúrgico da Bahia, que também assumia a função de colegiado da instituição. Em congregação, no dia 16 de dezembro de 1829, foi nomeado o primeiro diretor da Faculdade de Medicina da Bahia (então denominada "Academia médico-Cirúgica da Bahia"). Baseado no volume 79 da Gazeta Médica da Bahia (2007):
| Ano de atuação  | Diretor em exercício                                     |
| --------------- | -------------------------------------------------------- |
| 1808 - 1828     | Colégio Médico-Cirúrgico da Bahia (sem nomeação oficial) |
| 1829- 1832/1833 | Jozé Avellino Barboza                                    |
| 1833 -1836      | Jozé Lino Coutinho                                       |
| 1836 -1844      | Francisco de Paula Araújo e Almeida                      |
| 1844 -1855      | João Francisco de Almeida                                |
| 1855 1857       | Jonathas Abbott                                          |
| 1857 - 1871     | João Baptista dos Anjos                                  |
| 1871 - 1874     | Vicente Ferreira de Magalhães                            |
| 1874 - 1881     | Antônio Januário e Faria                                 |
| 1881 - 1886     | Francisco Rodrigues da Silva                             |
| 1886 - 1891     | Ramiro Affonso Monteiro                                  |
| 1891 - 1895     | Antônio de Cerqueira Pinto                               |
| 1895 - 1898     | Antonio Pacifico Pereira                                 |
| 1898 - 1901     | José Olympio de Azevêdo                                  |
| 1901 - 1908     | Alfredo Thomé de Britto                                  |
| 1908 - 1912     | Augusto César Vianna                                     |
| 1913 - 1914     | Deocleciano Ramos                                        |
| 1915 - 1930     | Augusto César Vianna                                     |
| 1931 - 1932     | Aristides Novis                                          |
| 1932 - 1933     | Augusto César Vianna                                     |
| 1933 - 136      | José de Aguiar Costa Pinto                               |
| 1936 - 1946     | Edgard Rego Santos                                       |
| 1946 - 1950     | José Olympio da Silva                                    |
| 1950            | Francisco Peixoto de Magalhães Neto                      |
| 1950 - 1953     | Eduardo Lins Ferreira Araujo                             |
| 1953 - 1955     | Hosannah de Oliveira                                     |
| 1955 - 1960     | Rodrigo Bulcão D'Argollo Ferrão                          |
| 1960 - 1962     | Benjamim da Rocha Salles                                 |
| 1962 - 1965     | Carlos Geraldo de Oliveira                               |
| 1965 - 1968     | Jorge Augusto Novis                                      |
| 1968 - 1972     | Rodrigo Bulcão D'Argollo Ferrão                          |
| 1973 - 1977     | Renato Rourinho Dantas                                   |
| 1977 - 1980     | Plínio Garcez de Senna                                   |
| 1980 - 1984     | Newton Alvez Guimarães                                   |
| 1984 - 1988     | José Maria de Magalhães Neto                             |
| 1988 - 1992     | Heonir de Jesus Pereira Rocha                            |
| 1992 - 1996     | Thomaz Rodrigues Porto da Cruz                           |
| 1996 - 2000     | José Antônio de Almeida Souza                            |
| 2000            | Fernando Martins de Carvalho                             |
| 2000-2003       | Manoel barral Netto                                      |
| 2003            | Orlando Figueira Sales                                   |
| 2003-2007       | José Tavares Carneiro Neto                               |
| 2007            | Modesto Jacobino                                         |
| 2007-2010       | José Tavares Carneiro Neto                               |